# Tage Wissnell
Tage Emil Wissnell, född 27 juli 1905 i Stockholm, död 13 maj 1984, var en svensk fotbollsspelare, simmare, bordtennisspelare, vattenpolospelare och squashspelare.
Under 1920- och 1930-talen tog Wissnell tre SM-guld i simning (Livräddning: 1927 och 1928 samt 4x100m: 1930). Under 1927 höll han även det svenska rekordet på 100 meter bröstsim. Wissnell deltog i OS 1928 i grenen 200 meter bröstsim. Han blev även svensk mästare i vattenpolo 1934 samt i squash 1938. Samtliga SM-guld tagna tävlandet för SoIK Hellas.
Wissnell började sin fotbollskarriär i Djurgårdens IF. Förutom ett år i Bodens BK 1926 spelade Wissnell i Djurgårdens mellan 1921 och 1928. År 1929 flyttade han till Frankrike där det blev spel i Olympique Marseille. På grund av den tidens hårda amatörregler blev det endast spel i klubbens reservlag för Wissnell. 1930 återvände han till Sverige och det blev spel i AIK. Wissnell debuterade den 27 april 1930 i en 2–1-förlust mot Sandvikens IF.